# Hans Jenisch
Hans Jenisch (ur. 19 października 1913 w Gerdauen w Prusach Wschodnich, zm. 29 kwietnia 1982 w Kilonii) – niemiecki dowódca okrętów podwodnych służący w niemieckiej flocie podwodnej w okresie II wojny światowej. Służbę w marynarce rozpoczął w 1933 roku, zaś trening w zakresie pływania podwodnego odbywał od maja 1937 roku do stycznia 1938. Otrzymał wówczas przydział na U-32, na którym służył do lutego 1940 roku. 12 lutego 1940 roku otrzymał samodzielne dowództwo tego okrętu, które sprawował do 30 października tego roku, kiedy dowodzony przez niego okręt został zatopiony przez brytyjskie niszczyciele. Hans Jenisch dostał się wówczas do niewoli, w której spędził resztę wojny, po czym 20 czerwca 1947 roku powrócił do Niemiec. W trakcie dowodzenia U-32 odbył sześć patroli wojennych, podczas których zatopił 17 jednostek o łącznej pojemności 110 139 BRT, w tym brytyjski liniowiec „Empress of Britain” o pojemności 42 348 ton. 7 października 1940 roku jako 36. w Kriegsmarine i 15. w U-Bootwaffe otrzymał Krzyż Rycerski. Stopień kapitänleutnanta otrzymał 1 listopada 1940 roku.
W 1956 roku rozpoczął służbę w Bundesmarine, sprawując głównie funkcje sztabowe – przez kilka miesięcy dowodził jednak fregatą „Hipper”. Odszedł na emeryturę w 1972 roku w stopniu komandora (Kapitän zur See).